# Autostrada A33 (Franța)
Autostrada A33, sau A33, este o autostradă franceză care leagă Nancy de Dombasle-sur-Meurthe.
De la Dombasle, aceasta este prelungită de drumul expres RN4 (fosta RN333) până la Phalsbourg, de unde se poate ajunge la Strasbourg prin A4.
Este o autostradă neconcesionată și gratuită, cu un design relativ vechi. Întreținerea sa este asigurată de DIR Est.
Aceasta asigură în special ocolirea sud-vestică a orașului Nancy.
Începând cu 1 octombrie 2009, limita de viteză a fost redusă la 110 km/h pe toate autostrăzile din sillon lorrain, inclusiv pe A33, dar și pe A30, A31, A313 și A330.
Începând cu 16 octombrie 2017, a fost implementată o reglementare a traficului prin limitări variabile de viteză, pentru a reduce viteza permisă în timpul vârfurilor de circulație. Acest sistem are ca scop fluidizarea traficului și întârzierea apariției ambuteiajelor.
În 2025, gestionarea autostrăzii a fost încredințată regiunii Grand Est.

## Istoric
Declarații de utilitate publică
- 18 octombrie 1939: Secțiunea Saint-Nicolas-de-Port – Hudiviller (ieșirea 4 - RN4)[1] (declarație prelungită pe 2 decembrie 1944[2], 17 august 1946[3], 9 noiembrie 1948[4] și 11 aprilie 1956[5]) → (RN4Bis), (clasificată ca autostradă pe 27 mai 1958[6]), (prima bandă de circulație).
- 18 octombrie 1939: Secțiunea Laxou – Saint-Nicolas-de-Port (A31 - ieșirea 4)[1], (declarație prelungită pe 2 decembrie 1944[2], 17 august 1946[3], 9 noiembrie 1948[4] și 11 aprilie 1956[5]) → (RN4Bis).
- 27 mai 1958: Secțiunea Laxou – Saint-Nicolas-de-Port (A31 - ieșirea 4), (preluată de pe RN4Bis)[6].
- 3 decembrie 1985: Secțiunea Ludres – Hudiviller (A330 - RN4), (a doua bandă de circulație)[7][8].

Puneri în funcțiune
- 1949: Secțiunea Laxou – Ludres (A31 - A330), (prima bandă de circulație) → (RN4Bis)
- ianuarie 1956: Secțiunea Ludres – Saint-Nicolas-de-Port (A330 - ieșirea 4), (prima bandă de circulație) → (RN4Bis)
- 1958: Secțiunea Laxou – Saint-Nicolas-de-Port (A31 - ieșirea 4), (prima bandă de circulație) → (RN4Bis)
- 1959: Secțiunea Saint-Nicolas-de-Port – Hudiviller (ieșirea 4 - RN4), (prima bandă de circulație)
- 1972: Semi-nod rutier Rosières-aux-Salines (ieșirea 5)
- 1975: Secțiunea Laxou – Ludres (A31 - A330), (a doua bandă de circulație)
- 1975: Nod rutier Neuves-Maisons (ieșirea 2), (partea de vest și transformare în nod tip trifoi)
- 1978: Nod rutier Ludres (D570), (închis înainte de crearea nodului A33 × A330)
- 1991: Secțiunea Ludres – Saint-Nicolas-de-Port (A330 - ieșirea 4), (a doua bandă de circulație)
- 1991: Nod rutier Saint-Nicolas-de-Port (ieșirea 4), (reamenajare)
- septembrie 1993: Secțiunea Saint-Nicolas-de-Port – Hudiviller (ieșirile 4 - RN4), (a doua bandă de circulație)
- 1993: Nod rutier Fléville (ieșirea 3, partea de sud)
- 1994: Nod rutier Fléville (ieșirea 3, partea de nord)
- 1996: Nod rutier Z.I. des Sables (ieșirea 6)

## Traseu
| De la A31 până la ieșirea 7; secțiune gratuită, neconcesionată, gestionată de DIR Est.                                           | |             |
| Intersecție | Nod rutier între A31 și A33: Luxemburg, Metz, Pont-à-Mousson; Paris, Lyon, Dijon, Toul.                                                   | A31 E21 E23 |
| 1 - Laxou | Orașe deservite: Nancy-Gentilly, Laxou.                                                                                                   |             |
| A33 E23 | |             |
| | Zone de odihnă: Clairlieu (sens Nancy > Strasbourg); Villers (sens Strasbourg > Nancy).                                                   |             |
| 2a - Neuves-Maisons | Oraș deservit: Neuves-Maisons. | M974        |
| 2b - Nancy-Brabois | Orașe deservite: Nancy-Brabois, Vandœuvre-lès-Nancy.                                                                                      | M974        |
| Intersecție | Nod rutier între A330 și A33: Besançon, Épinal, Fléville-devant-Nancy, Ludres, Z.I. Ludres; Nancy-centru, Houdemont, Parcul expozițional. | A330 E23    |
| A33 | |             |
| | Pod peste Canal de l'Est. |             |
| 3 - Fléville | Orașe deservite: Fléville-devant-Nancy, Z.I. Fléville, Z.I. Ludres.                                                                       |             |
| 4 - Saint-Nicolas-de-Port | Orașe deservite: Varangéville, Saint-Nicolas-de-Port.                                                                                     |             |
| | Limitare la 110 km/h (sens Nancy > Strasbourg).                                                                                           |             |
| 5 - Rosières-aux-Salines | Orașe deservite: Blainville-sur-l'Eau, Dombasle-sur-Meurthe, Rosières-aux-Salines (nod rutier parțial).                                   |             |
| | Pod peste Meurthe. |             |
| 5 | Acces la autostradă doar în direcția Nancy (nod rutier parțial).                                                                          |             |
| 6 - Z.I. des Sables | Zonă deservită: Z.I. des Sables. |             |
| 7 - Dombasle-sur-Meurthe | Orașe deservite: Varangéville, Dombasle-sur-Meurthe, Lunéville-Château.                                                                   |             |
| A33 | |             |
| De la ieșirea 7 până la ieșirea 12; secțiune gratuită, neconcesionată, având statut de drum expres (RN4), gestionată de DIR Est. | |             |
| RN4 | |             |
| | Zone de servicii: Anthelupt (sens Nancy > Strasbourg); Vitrimont (sens Strasbourg > Nancy).                                               |             |
| 8 - Lunéville | Orașe deservite: Lunéville-centru, Rambervillers.                                                                                         |             |
| 9 - Moncel-lès-Lunéville | Orașe deservite: Colmar, Saint-Dié-des-Vosges, Baccarat, Moncel-lès-Lunéville, Lunéville-Z.I..                                            | RN59        |
| | Zone de odihnă: La Forêt de Mondon (sens Nancy > Strasbourg); Croismare (sens Strasbourg > Nancy).                                        |             |
| 10 - Thiébauménil | Orașe deservite: Marainviller, Thiébauménil.                                                                                              | RD400       |
| 11 - Bénaménil | Orașe deservite: Badonviller, Domèvre-sur-Vezouze, Ogéviller, Bénaménil.                                                                  | RD400       |
| | Zone de odihnă: Saint-Martin (sens Nancy > Strasbourg); Chapsure (sens Nancy > Strasbourg).                                               |             |
| 11 - Blâmont | Orașe deservite: Blâmont, Cirey-sur-Vezouze, Domèvre-sur-Vezouze.                                                                         | RD400       |
| RN4 | |             |